# Frida Giannini
Frida Giannini (Roma, 10 novembre 1972) è una stilista italiana.

## Biografia
Ha studiato presso l'Accademia di costume e di moda di Roma.
Dopo alcune esperienze minori, nel 1997 inizia a lavorare presso Fendi dapprima nel settore del prêt-à-porter poi come stilista in quello della pelletteria.
Nel 2002 passa alla casa di moda fiorentina Gucci come direttrice creativa dapprima nel settore borse per poi coprire tutto il settore degli accessori. Dal marzo 2005 in seguito all'abbandono di Alessandra Facchinetti anche il settore prêt-à-porter donna passa sotto la sua direzione. Nel gennaio 2006 diventa direttrice creativa di tutte le linee di prodotto di Gucci.
Il 12 dicembre 2014 Francois-Henry Pinault, presidente della holding Kering proprietaria del marchio Gucci, annuncia che Frida Giannini lascerà l'azienda alla fine del mese di febbraio 2015. Nella stessa comunicazione viene anche annunciata la nomina di Marco Bizzari come CEO Gucci, al posto di Patrizio Di Marco (dalla cui relazione con Frida Giannini è nata una figlia nel 2013 di nome Greta) a partire dal 1º gennaio 2015.

## Riconoscimenti
Nel 2006 il Wall Street Journal la inserisce al 40 posto delle 100 donne manager più influenti nel mondo. Nello stesso anno riceve il Premio Marisa Bellisario.
Japan International designer of the year award 2009
From UNICEF woman of Compassion award 2011
Glamour woman of the year. Awards for Best Designer 2011
BestInternational designer of the year from Harper’ Bazaar 2013